# Astragalus yilmazii
Astragalus yilmazii är en ärtväxtart som beskrevs av Aytac och M.Ekici. Astragalus yilmazii ingår i släktet vedlar, och familjen ärtväxter. Inga underarter finns listade i Catalogue of Life.